# Kolla bakeri
Kolla bakeri är en insektsart som beskrevs av Young 1986. Kolla bakeri ingår i släktet Kolla och familjen dvärgstritar. Inga underarter finns listade i Catalogue of Life.